# 100 Carols for Choirs
100 Carols for Choirs (Hundert Weihnachts- und Kirchenlieder für Chöre) ist eine Sammlung von Carols (englischsprachigen Weihnachtsliedern), die von David Willcocks und John Rutter bei der Oxford University Press herausgegeben wurde. Viele der darin enthaltenen Werke sind ein fester Bestandteil des Festival of Nine Lessons and Carols in der King’s College Chapel in Cambridge, einem traditionellen Gottesdienst, der jedes Jahr am Heiligen Abend stattfindet und von der BBC im Hörfunk übertragen wird.
Die Sammlung enthält Chorstücke für Advent, Weihnachten, Epiphanias und Ostern. Den Schwerpunkt bilden Weihnachtslieder, sowohl geistliche als auch weltliche. Die Auswahl erstreckt sich von alten lateinischen Weihnachtsliedern (Quem pastores laudavere) über geistliche Lieder (It came upon a midnight clear) und beinhaltet auch Variationen über Jingle bells und Deck the hall.
Sie umfasst ein- bis vielstimmige Sätze. Die meisten Sätze sind für vierstimmigen gemischten Chor (SATB), manche Sätze sind a cappella, viele mit Orgel- bzw. Klavierbegleitung.
Im Anhang befindet sich die Agende (Order of Service) für das Festival of Nine Lessons and Carols.
Die Sammlung ist eine um 26 Stücke erweiterte Auswahl von 74 Stücken aus der fünfbändigen Sammlung Carols for Choirs, sie wurde zuerst 1987 veröffentlicht, 2011 erschien die 28. Auflage (Twenty-eighth impression).

## Übersicht
Twenty-eighth impression 2011
|      | Titel                                                                       | Komponist/Arrangeur                               |
| ---- | --------------------------------------------------------------------------- | ------------------------------------------------- |
| 01   | A babe is born                                                              | William Mathias                                   |
| 02   | A child is born in Bethlehem                                                | David Willcocks                                   |
| 03   | A great and mighty wonder (Es ist ein Ros entsprungen)                      | Michael Praetorius                                |
| 04   | A maiden most gentle                                                        | Andrew Carter                                     |
| 05   | A spotless Rose                                                             | Herbert Howells                                   |
| 06   | A virgin most pure                                                          | Charles Wood                                      |
| 07   | Adam lay ybounden                                                           | Peter Warlock                                     |
| 08   | Alleluya, a new work is come on hand                                        | Peter Wishart                                     |
| 09   | Angelus ad virginem (Gabriel to Mary came)                                  | David Willcocks                                   |
| 10   | All my heart this night rejoices                                            | Johann Georg Ebeling                              |
| 11   | As with gladness men of old                                                 | Conrad Kocher, Arr. David Willcocks               |
| 12   | Ave plena gracia                                                            | Peter Maxwell Davies                              |
| 13   | Away in a manger                                                            | William J. Kirkpatrick, Arr. David Willcocks      |
| 14   | Nativity carol                                                              | John Rutter                                       |
| 15   | Child in a manger                                                           | John Rutter                                       |
| 16   | Deck the hall                                                               | David Willcocks                                   |
| 17   | Jingle Bells                                                                | James Pierpont, Arr. David Willcocks              |
| 18a  | Ding dong! merrily on high                                                  | David Willcocks                                   |
| 18b  | Ding dong! merrily on high                                                  | Charles Wood                                      |
| 19   | God rest you merry, gentlemen                                               | David Willcocks                                   |
| 20   | Shepherd's pipe carol                                                       | John Rutter                                       |
| 21   | Wexford carol                                                               | John Rutter                                       |
| 22   | Good King Wenceslas                                                         | David Willcocks                                   |
| 23   | Hark! the herald-angels sing                                                | Felix Mendelssohn Bartholdy, Arr. David Willcocks |
| 24   | Jesus child                                                                 | John Rutter                                       |
| 25   | A New Year carol                                                            | Benjamin Britten                                  |
| 26   | Here we come a-wassailing                                                   | John Rutter                                       |
| 27   | This Christmas night                                                        | Malcolm Williamson                                |
| 28   | Hail! Blessed Virgin Mary                                                   | Charles Wood                                      |
| 29   | Hush! my dear, lie still and slumber                                        | David Willcocks                                   |
| 30   | I saw a maiden                                                              | Edgar Pettman                                     |
| 31   | Lord of the Dance                                                           | Sydney Carter & David Willcocks                   |
| 32   | Longfellow's carol                                                          | Allen Percival                                    |
| 33   | Il est né le divin enfant (He is born the divine Christ-child)              | David Willcocks                                   |
| 34   | Myn lyking                                                                  | R. R. Terry                                       |
| 35   | I saw three ships                                                           | David Willcocks                                   |
| 36   | I saw three ships                                                           | John Rutter                                       |
| 37   | A Merry Christmas                                                           | Arthur Warrell                                    |
| 38   | I wonder as I wander                                                        | John Rutter                                       |
| 39   | In the bleak mid-winter                                                     | Gustav Holst                                      |
| 40   | In the bleak mid-winter                                                     | Harold Darke                                      |
| 41   | Cradle song                                                                 | John Rutter                                       |
| 42   | In dulci jubilo                                                             | Robert Lucas Pearsall                             |
| 43   | Infant holy, infant lowly                                                   | David Willcocks                                   |
| 44   | It came upon the midnight clear                                             | David Willcocks                                   |
| 45   | Jesus Christ is risen today                                                 | David Willcocks                                   |
| 46   | The cherry tree carol                                                       | David Willcocks                                   |
| 47   | Joy to the world                                                            | Lowell Mason arr. John Rutter                     |
| 48   | King Jesus hath a garden                                                    | Charles Wood                                      |
| 49   | Lo! he comes with clouds descending                                         | David Willcocks                                   |
| 50   | Lo, how a Rose e'er blooming (Es ist ein Ros entsprungen)                   | Praetorius                                        |
| 51a  | Coventry carol                                                              | (1591 Version)                                    |
| 51b  | Coventry carol                                                              | Martin Shaw                                       |
| 52   | Sir Christèmas                                                              | William Mathias                                   |
| 53   | Sans Day Carol                                                              | John Rutter                                       |
| 54   | O come, all ye faithful (Adeste, fideles)                                   | John Francis Wade & David Willcocks               |
| 55   | O come, O come, Emmanuel                                                    | David Willcocks                                   |
| 56   | O little one sweet                                                          | Johann Sebastian Bach                             |
| 57   | O Little Town of Bethlehem                                                  | Vaughan Williams & Thomas Armstrong               |
| 58   | Of the Father's heart begotten                                              | David Willcocks                                   |
| 59   | Sussex carol                                                                | David Willcocks                                   |
| 60   | The twelve days of Christmas                                                | John Rutter                                       |
| 61   | Once in royal David's city                                                  | H. J. Gauntlett & A. H. Mann & David Willcocks    |
| 62   | Once, as I remember                                                         | Charles Wood                                      |
| 63   | Out of your sleep                                                           | Richard Rodney Bennett                            |
| 64a  | Personent hodie                                                             | Gustav Holst                                      |
| 64b  | Sing aloud on this day!                                                     |                                                   |
| 65   | Past three a clock                                                          | Charles Wood                                      |
| 66   | Quelle est cette odeur agréable? (Whence is that goodly fragrance flowing?) | David Willcocks                                   |
| 67   | Quem pastores laudavere (Shepherds left their flocks a-straying)            | John Rutter                                       |
| 68   | Birthday carol                                                              | David Willcocks                                   |
| 69   | O Queen of heaven                                                           | Timothy Rogers                                    |
| 70   | See amid the winter's snow                                                  | David Willcocks                                   |
| 71   | Mary's Lullaby                                                              | John Rutter                                       |
| 72   | Star carol                                                                  | John Rutter                                       |
| 73   | Shepherds in the field abiding (Angels, from the realms of glory)           | David Willcocks                                   |
| 74   | The Infant King                                                             | David Willcocks                                   |
| 75   | Silent Night (Stille Nacht)                                                 | Franz Xaver Gruber & David Willcocks              |
| 76   | Still, still, still                                                         | Philip Ledger                                     |
| 77   | Lute-book lullaby                                                           | W. Ballet, Arr. Geoffrey Shaw                     |
| 78   | Christmas night                                                             | John Rutter                                       |
| 79   | Gabriel's message                                                           | David Willcocks                                   |
| 80   | Joys seven                                                                  | Stephen Cleobury                                  |
| 81   | The first Nowell                                                            | David Willcocks                                   |
| 82   | The holly and the ivy                                                       | Henry Walford Davies                              |
| 83   | Jesus Christ the Apple Tree                                                 | Elizabeth Poston                                  |
| 84   | There is no rose                                                            | John Stevens                                      |
| 85   | There is a flower                                                           | John Rutter                                       |
| 86   | Rise up, shepherd, and follow                                               | John Rutter                                       |
| 87   | The truth from above                                                        | Vaughan Williams                                  |
| 88   | This joyful Eastertide                                                      | Charles Wood                                      |
| 89   | The shepherds' farewell                                                     | Hector Berlioz                                    |
| 90   | The three kings                                                             | Peter Cornelius, Arr. Ivor A. Atkins              |
| 91   | Tomorrow shall be my dancing day                                            | David Willcocks                                   |
| 92   | Unto us is born a son                                                       | David Willcocks                                   |
| 93   | Up! good Christen folk, and listen                                          | George Ratcliffe Woodward                         |
| 94   | Wassail song                                                                | Vaughan Williams                                  |
| 95   | Kings of Orient                                                             | John Henry Hopkins, Jr., arr. David Willcocks     |
| 96   | What cheer?                                                                 | William Walton                                    |
| 97   | When Christ was born                                                        | Reginald Jacques                                  |
| 98   | The crown of roses                                                          | Pjotr Iljitsch Tschaikowski                       |
| 99   | While shepherds watched their flocks                                        | David Willcocks                                   |
| 100  | Ye choirs of new Jerusalem                                                  | Henry J. Gauntlett, Arr. David Willcocks          |
| App. | O little town of Bethlehem                                                  | Henry Walford Davies                              |